# Salo (République centrafricaine)
Pour les articles homonymes, voir Salo.
Salo est une localité et l’une des trois communes de la sous-préfecture de Nola, dans la préfecture de Sangha-Mbaéré, en République centrafricaine.

## Situation
Salo est située à 424 km au Sud-Ouest de Bangui et à 64 km au sud et en aval de Nola, sur la rive gauche de la rivière Sangha, dans le triangle de l’extrême Sud-Ouest de la République centrafricaine. La commune est limitée :
- au nord par les communes de Bilolo et de Nola ;
- à l'est et au Sud-Est par la commune de Yobé-Sangha ;
- à l'ouest par le Cameroun, département du Boumba-et-Ngoko.

La commune de Salo est située au sud de la préfecture de Sangha-Mbaéré. Elle est
frontalière du Cameroun.
| Bilolo   | Nola        |             |
| Cameroun | Salo        | Yobé-Sangha |
|          | Yobé-Sangha |             |

## Villages
La commune s'étend sur 1 835,70 km2 et compte 20 villages recensés en 2003 : Adebori, Ambassilo, Babougué, Bandoka, Baya, Beya, Gbasso, Kanza, Lobi, Mboli, Mekanda, Mekongo, Messaguisso, Motao, Ngola, Pendabélé, Salo, Satouba, Yando, Yobé..

## Éducation
La commune compte 7 écoles publiques : Préfectorale à Yando, Salo 1 à Sangha, Salo 2, Beya, Gbasso Ngola, Satouba, Adebori.

## Économie
Salo est un port fluvial sur la Sangha, autrefois utilisé pour le transport par flottage des grumes issues de l’exploitation forestière de la région. Depuis 2008, il est de nouveau utilisé comme port et dépôt pétrolier.